# Adèle Geras
Adèle Geras FRSL (nascida em 15 de março de 1944) é uma escritora inglesa para crianças, adolescentes e adultos.

## Origens
Geras nasceu em Jerusalém, na Palestina Obrigatória Britânica. O pai estava no Serviço Colonial e ela teve uma infância variada, vivendo em países com a Nigéria, Chipre, Tanganica (hoje a parte continental da Tanzânia), Gâmbia e Bornéu do Norte Britânico num curto espaço de tempo. Frequentou a Roedean School em Brighton e formou-se na St Hilda's College, Oxford, com uma licenciatura em Línguas Modernas. Era reconhecida pelos seus talentos vocais e em palco, mas optou pela escrita a tempo inteiro.

## Obras
O primeiro livro de Geras foi Tea at Mrs Manderby's, publicado em 1976. O primeiro romance completo foi The Girls in the Velvet Frame. Escreveu mais de 95 livros para crianças, jovens e adultos. Outras obrasl incluem Troy (pré-selecionado para o Whitbread Prize e Altamente Louvado pela Medalha Carnegie) Ithaka, Happy Ever After (publicado anteriormente como a Egerton Hall Trilogy), Silent Snow, Secret Snow e A Thousand Yards of Sea.
Em dezembro de 2016, Geras apareceu como membro da equipe do St Hilda's College Oxford no Especial de Natal do Desafio Universitário da BBC Two.

## Prémios
Geras ganhou dois prémios nos Estados Unidos, o Sydney Taylor Book Award pelas Histórias da Minha Avó e o National Jewish Book Award pelas Janelas Douradas. Ganhou também prémios de poesia e foi vencedora conjunta do Smith Doorstop Poetry Pamphlet Award, oferecido pela editora do mesmo nome.

## Vida pessoal
O marido de Geras foi o académico marxista Norman Geras e a sua filha Sophie Hannah é também romancista e poeta.